# أنطونيو فرانكو
أنطونيو فرانكو (بالإيطالية: Antonio Franco)‏ هو دبلوماسي إيطالي، ولد في 24 مارس 1937 في بينيفنتو في إيطاليا.